# Tommastjärnen
Tommastjärnen är en sjö i Älvdalens kommun i Dalarna och ingår i Dalälvens huvudavrinningsområde. Sjön har en area på 0,0697 kvadratkilometer och ligger 584,7 meter över havet. Sjön avvattnas av vattendraget Sugnsvasslen.

## Delavrinningsområde
Tommastjärnen ingår i det delavrinningsområde (680588-139224) som SMHI kallar för Mynnar i Dalälven. Medelhöjden är 558 meter över havet och ytan är 12,32 kvadratkilometer. Det finns inga avrinningsområden uppströms utan avrinningsområdet är högsta punkten. Sugnsvasslen som avvattnar avrinningsområdet har biflödesordning 2, vilket innebär att vattnet flödar genom totalt 2 vattendrag innan det når havet efter 385 kilometer. Avrinningsområdet består mestadels av skog (87 procent). Avrinningsområdet har 0,5 kvadratkilometer vattenytor vilket ger det en sjöprocent på 4,1 procent.